# Ophiorrhiza sanguinea
Ophiorrhiza sanguinea är en måreväxtart som beskrevs av Carl Ludwig von Blume. Ophiorrhiza sanguinea ingår i släktet Ophiorrhiza och familjen måreväxter. Inga underarter finns listade i Catalogue of Life.